# Monts Aladagh
 (septembre 2019).
Si vous disposez d'ouvrages ou d'articles de référence ou si vous connaissez des sites web de qualité traitant du thème abordé ici, merci de compléter l'article en donnant les références utiles à sa vérifiabilité et en les liant à la section « Notes et références ».
Les monts Aladagh, ou chaîne Aladagh, sont une chaîne de montagnes située dans le Sud-Est de la province du Khorasan septentrional, au Nord-Est de l'Iran et au sud-est de la mer Caspienne, près de la frontière avec le Turkmenistan.
Cette chaîne est située à presque 25 kilomètres au sud de Bojnurd, la capitale du Nord-Khorasan. Les monts Aladagh fusionnent avec les monts Elbourz à l'ouest, puis se dirigent vers le sud-est. Le sommet le plus élevé de la chaîne est le mont Shahjahan avec une altitude de 3 032 mètres. Ce pic est situé à environ 35 kilomètres à l'est d'Esfarayen, presque au sud-est de la province du Nord-Khorasan.